# Cyanidiophyceae
A Cyanidiophyceae az egysejtű vörösmoszatok Cyanidiophytina kládjának osztálya. 1 plasztisza, 1–3 mitokondriuma, 1 magja, 1 vakuóluma és szemiamilopektin szemcséi vannak. Nincs pirenoidja. Legtöbbjük savas hévforrásokban élő extremofil. Extrém környezetekben jelentek meg magas hőmérséklettel és alacsony pH-val, így e niche-ekben versengés nélkül képesek voltak élni. Az extrém környezetek mellett áramlatokban, sziklafalhasadékokban és talajban is él, de általában a magas hőmérsékletet kedveli. Nem található bázikus édes- vagy tengervízi környezetben. Fő fotoszintetikus pigmentje a C-fikocianin. Ivartalanul kettéhasadással vagy endospóraképzéssel szaporodik. A csoport a többi vörösmoszattól több mint 1 – egyes feltételezések szerint akár 1,5 – milliárd évvel ezelőtt különült el. 4 rendje, 4 családja, legalább 8 nemzetsége és 15 faja ismert, de összesen legalább 21 faj van fajmeghatározási módszerek alapján. Elsődlegesen fotoautotrófok, de ismert hetero- és mixotróf növekedés is. Az összes vörösmoszat közös ősének első jelentős génveszteségét, ahol az összes gén mintegy 25%-a tűnt el, a Cyanidiophyceae ősében egy második génveszteség követte, melyben további 18% tűnt el. Azóta egymástól független génszerzések és kisebb -veszteségek a Cyanidiaceaeben és a Galdieriaceaeben, a két csoport közti genetikai diverzitásnövekedést okozva, ahol a Galdieriaceae a Cyanidiaceaenél sokszínűbb, változatosabb niche-ekben él.

## Történet
Eredetileg egy rendje volt Cyanidiales néven, de 2009-ben felfedezték a Cyanidioschyzonalest. 2023-ban Park et al. további rendjeit írták le ptDNS alapján, a Cavernulicolalest és a Galdierialest; valamint 4 típus híján leíratlannak számító fajt írtak le, és átnevezték a Cyanidium chilensét Cavernulicola chilensisre.
A Cavernulicola chilensis név a bazionim név idézésében való hiba miatt eredetileg érvénytelen volt, Yoon és del Guacchio 2024. április 8-án érvényesítették.
2024-ben fedezték fel Huang et al. a Cyanidiofrigus pintoensist, és a Cyanidiaceae családba sorolták.

## Morfológia
A kis morfológiai különbségek és az egyszerű sejtek miatt mikroszkóppal nehezen különböztethetők meg fajai a nemzetségeken belül. A Galdieria sulphuraria és Galdieria phlegrea több mitokondriummal rendelkeznek, hálósak, míg a Cyanidiumban és rokonaiban 1 mitokondrium van, és gömbölyűek vagy konkávak. Előbbiek 5–10, utóbbiaké 1–4 μm-esek. Plasztisza belső membránján sok fikobiliszóma van, emellett lipidekből és fehérjékből álló plasztoglobulusok is lehetnek benne.
A Cyanidiofrigus pintoensis egy nagy vakuólummal, egy, a sejtmagnál nagyobb plasztisszal, egy, a sejtmaghoz hasonló méretű mitokondriummal és egy sejtmaggal rendelkezik.

### Cavernulicolales
A Cavernulicolales egyetlen családja a három fénymikroszkóppal meg nem különböztethető nemzetséget tartalmazó Cavernulicolaceae, ennek három nemzetsége a Cavernulicola. Ennek sejtjei 3–6 μm átmérőjűek. Egyetlen parietális csésze alakú kloroplasztisza és egyedi DNS-szekvenciája van. A Gronococcus sybilensis és a Sciadococcus taiwanensis 3–5 μm átmérőjű, hasonlít a Cavernulicolára, rbcL és teljes plasztiszgenom alapján különböztethető meg.

### Galdieriales
A Galdieriales 3–16 μm átmérőjű gömbölyű egysejtű, általában sejtfallal, vegetatív állapotban 1 plasztisszal és 1 mitokondriummal. Plasztisza többprofilú és -lebenyű, mitokondriuma hálós. Energiáját szemiamilopektinben (vörösmoszat-keményítő) tárolja.
A Galdieria javensis, a Galdieria phlegrea és a Galdieria yellowstonensis 4–5 μm átmérőjű, más Galdieria-fajok akár 16 μm-esek is lehetnek.

## Élőhely
Legtöbb faja erősen savas (pH 0,5–3) forró (50–55 °C) környezetben él. Eredetileg vulkanikus helyekben írták le, néhány mezofil faja kevésbé savas (pH 5–7) barlangokban található például chilei, olasz, francia, izraeli és török vulkanikus területek közelében.

## Életmód
Legtöbb faja autotróf, de vannak mixotróf fajai is, melyek akár több mint 50 szénforrást használhatnak. A Galdieriaceae mixotróf vagy fotoheterotróf, a Cyanidiaceae inkább autotróf, néha heterotróf. A Galdieriaceae poliextremofil (termoacidofil, endoliton, árnyékkedvelő), a Cyanidiaceae extrém környezetek védett niche-eiben él.

## Szaporodás
Változó mennyiségű autospórát bocsátanak ki anyasejtjei: a Cavernulicolales 4, a Galdieriales 2–32 autospórát bocsát ki. Ezen belül a Galdieria javensis, a Galdieria phlegrea, a Galdieria yellowstonensis 2–8, a Galdieria sulphuraria 4–32 autospórát bocsát ki.

## Genetika

### Mitokondriális
A „Galdieria-típusú” (G-típusú) mitokondriális genomok a Cyanidium- (C-) típusúakénál mintegy 10 kbp-ral kisebbek, méretük és genomtartalmuk kisebb, nem kódoló szakaszaik aránya és GC-tartalmuk nagyobb, a meglévő 18 génből 6–7 tRNS-gén. 5S rRNS-génje pszeudogénné alakulhatott vagy teljesen eltűnhetett. A C- és G-típusú mtDNS-ekben 4 szinténiacsoport van, és csak utóbbiban van jelen egy 2–3 kbp hosszú szakasz az atp4 és a cox1 gének közt.
A mitokondriumok GC-torzítása és más mitogenomikai jellemzők alapján a Galdieria egyedi replikációs rendszerrel rendelkezhet.
A Cavernulicola chilensis rpl6 génje részleges, a mitokondriális genomjában csak az rps8 nincs meg.

### Magi
Genomjai jelentősen egyszerűsödtek (<20 Mbp), de a Galdieria spliceoszóma-szerkezete közel érintetlen, és viszonylag sok az intronja.

### Plasztisz
Plasztiszgenomja erősen változékony hosszúságú: a Cyanidioschyzonaceae egy még meg nem nevezett fajáé az ide tartozó csoportok közt a legkisebb ismert ptDNS (145,5 kbp), míg a Sciadococcus taiwanensisé a leghosszabb ismert (208,2 kbp). A Cyanidiophyceae plasztiszgenomja általában rövidebb más vörösmoszatokénál, azonban a Cavernulicolales a más vörösmoszatokéhoz hasonló hosszú ptDNS-sel (191,4–207,6 kbp) rendelkezik. Noha a Cyanidioschyzonales ptDNS-e a legrövidebb az osztályban, több kódoló szakasza van, mint a Galdierialesnek: előbbinek 202–207, utóbbinak 189–191 ilyen van. A Cyanidioschyzonales kódoló szakaszai jelentősen rövidültek, ezt a transzkripcióiniciációs és doménközi részek elvesztése okozta más kládokkal összehasonlítva, 1728–2014 bp átfedő rész van 4 fajában, ezek alapján az osztály legkisebb, mégis legtöbb kódoló részből álló ptDNS-e a Cyanidioschyzonalesé.
A Galdieriales ptDNS-e több tRNS-sel (39) rendelkezik, mint a többi ismert rend (30–35).
A Cyanidiophyceae ptDNS-e GC-tartalma átlagosan a többi vörösmoszatnál magasabb (32,8%), azonban a Galdierialesé jelentősen alacsonyabb (28,6%). A Cyanidiales GC-tartalma kissé átlag alatti, a Cavernulicolalesé átlag feletti, és legmagasabb a Cyanidioschyzonalesé.
Duplikált rRNS-operon csak a Galderialesben, a Cavernulicolalesben és a Cyanidiococcus yangmingshanensisben található az osztályon belül, vagyis néhány csoport egymástól függetlenül egy példányt elveszthetett a Florideophyceaehez és több zöldmoszathoz hasonlóan.
7 plasztiszgén – nagy valószínűséggel az Archaeplastida őséből – fennmaradt a kládban. A Cyanidioschyzonales hupA génje azonban a többi 

## Filogenetika
Négy rendje távolsága közel azonos vagy nagyobb más vörösmoszatrendekénél vagy akár -alosztályokénál.

## Fordítás
Ez a szócikk részben vagy egészben  a   Cyanidiophyceae című angol Wikipédia-szócikk ezen változatának fordításán alapul.  Az eredeti cikk szerkesztőit annak laptörténete sorolja fel. Ez a jelzés csupán a megfogalmazás eredetét és a szerzői jogokat jelzi, nem szolgál a cikkben szereplő információk forrásmegjelöléseként.